# Dagostinia fasciata
Dagostinia fasciata är en fjärilsart som beskrevs av Orfila och Schajovski 1963. Dagostinia fasciata ingår i släktet Dagostinia och familjen mätare. Inga underarter finns listade i Catalogue of Life.